# MaSat-1
MaSat-1 (po węgiersku Maszat 1, wym. IPA [ˈmɒsɒt ɛɟ]) – satelita technologiczny typu CubeSat, pierwszy węgierski sztuczny satelita na orbicie okołoziemskiej. Został wystrzelony 13 lutego 2012 z kosmodromu w Gujanie Francuskiej przy użyciu włoskiej rakiety Vega, wraz z włoskimi satelitami LARES i AlmaSat-1 oraz 6 innymi satelitami typu CubeSat zbudowanymi na europejskich uczelniach, w tym z polskim satelitą PW-Sat. Zadaniem MaSat-1 było przeprowadzanie obserwacji Ziemi za pomocą kamery VGA i przesył zdjęć na częstotliwości 437,345 MHz. Po udanym starcie Węgry stały się 47 państwem, którego satelita po raz pierwszy znalazł się na orbicie.